# Башкирцы (село)
 Башкирцы  — село в составе Теньгушевского сельского поселения Теньгушевского района Республики Мордовия.

## География
Примыкает с северо-востока к границе районного центра села Теньгушево.

## История
Село основано в XVII веке как имение служилых дворян Башкировых (Башкирцевых), которые вывели на новое место полученных в приданое крепостных из деревни Мансырев Угол (Вечкидеево). В 1855 году несколько семей были преселены в деревню Левашевка Чембарского уезда Пензенской губернии. В 1866 году учтено как владельческое село Темниковского уезда из 19 дворов. В начале XX века насчитывалось более 260 дворов, около 1900 жителей.

## Население
Постоянное население составляло 189 человека (русские 94%) в 2002 году, 175 в 2010 году .